# 나크시딜 술탄

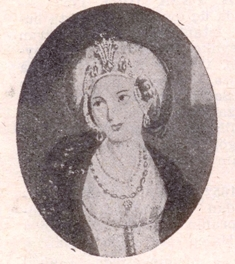

나크시딜 술탄(튀르키예어: Nakşidil Sultan 1768년-1817년 8월 28일)은 오스만 제국의 마무드 2세의 어머니이며, 또한 술탄 압둘하미드 1세의 부인이다.
프랑스인으로 알려진 나크시딜 술탄은 1783년 압둘하미드 1세의 부인이 되었다. 마무드 2세가 즉위한 1808년 나크시딜 술탄은 나크시딜 발리데(튀르키예어: Valide 모후) 술탄으로 지위가 격상되었다. 1817년 8월 28일 사망했으며, 시신은 이스탄불 파티흐 사원(튀르키예어: Fatih Camii)에 묻혀있다. 오스만 제국의 술탄 마무드 2세와 함께 서방 문물을 받아들이는 데 앞장 섰으며, 마무드 2세를 서방식으로 교육한 신여성으로 알려져 있다.

## 전설
오스만 제국의 술탄의 하렘의 여인들에 관해서는 기록이 전혀 없으며, 그녀들이 하렘에 들어오기 이전 기록도 전혀 없다.
나크시딜 술탄에 관한 전설에 따르면 본명은 에메 뒤비크 데 리베리(Aimée Dubuc de Rivery)라는 프랑스 여성으로 서인도 제도 남동부의 프랑스령 섬 마르티니크(Martinique)에서 부유한 집안의 여식으로 태어났다고 한다. 또한 후에 나폴레옹의 부인이 되는 조제핀 드 보아르네와는 사촌 사이라고 전해진다. 그녀가 성인이 되어 프랑스에 있는 수녀원으로 가기 위해 배를 탔을 때, 지중해의 북아프리카 해적들에 의해 납치되었다. 이 후 해적들은 그녀의 아름다운 미모를 보고는 오스만 제국의 술탄에게 선물로 헌상되어, 이스탄불의 하렘으로 가게 되었다. 그곳에서 이슬람으로 개종하고 나크시딜이라는 새로운 이름을 받았다고 한다.
1. ↑  그러나 이는 전설에 불과하다. 나크시딜이 서양 문물을 적극적으로 수용하게 한점에서 그녀가 유럽인일 가능성이 높지만 근거는 전혀 없다. 그러므로 그녀가 조세핀의 사촌이란 증거도 전혀 없다. 이 설대로라면 조세핀과 그녀사이에 오고간 편지가 한장이라도 남아있어야 하지만 전혀 그런것이 없었고, 더욱이 오스만 제국은 이미 1798년 나폴레옹에 반발해서 대프랑스 동맹에 동참하였다.

## 같이 보기
- 오스만 왕조